# Tamarix elongata
Tamarix elongata är en tamariskväxtart som beskrevs av Carl Friedrich von Ledebour. Tamarix elongata ingår i släktet tamarisker, och familjen tamariskväxter. Inga underarter finns listade.